# Старе (Міжріченський район)
Ста́ре (рос. Старое) — село у складі Міжріченського району Вологодської області, Росія. Адміністративний центр Старосільського сільського поселення.

## Населення
Населення — 409 осіб (2010; 483 у 2002).
Національний склад (станом на 2002 рік):
- росіяни — 96 %